# Deutscher Schallplattenpreis

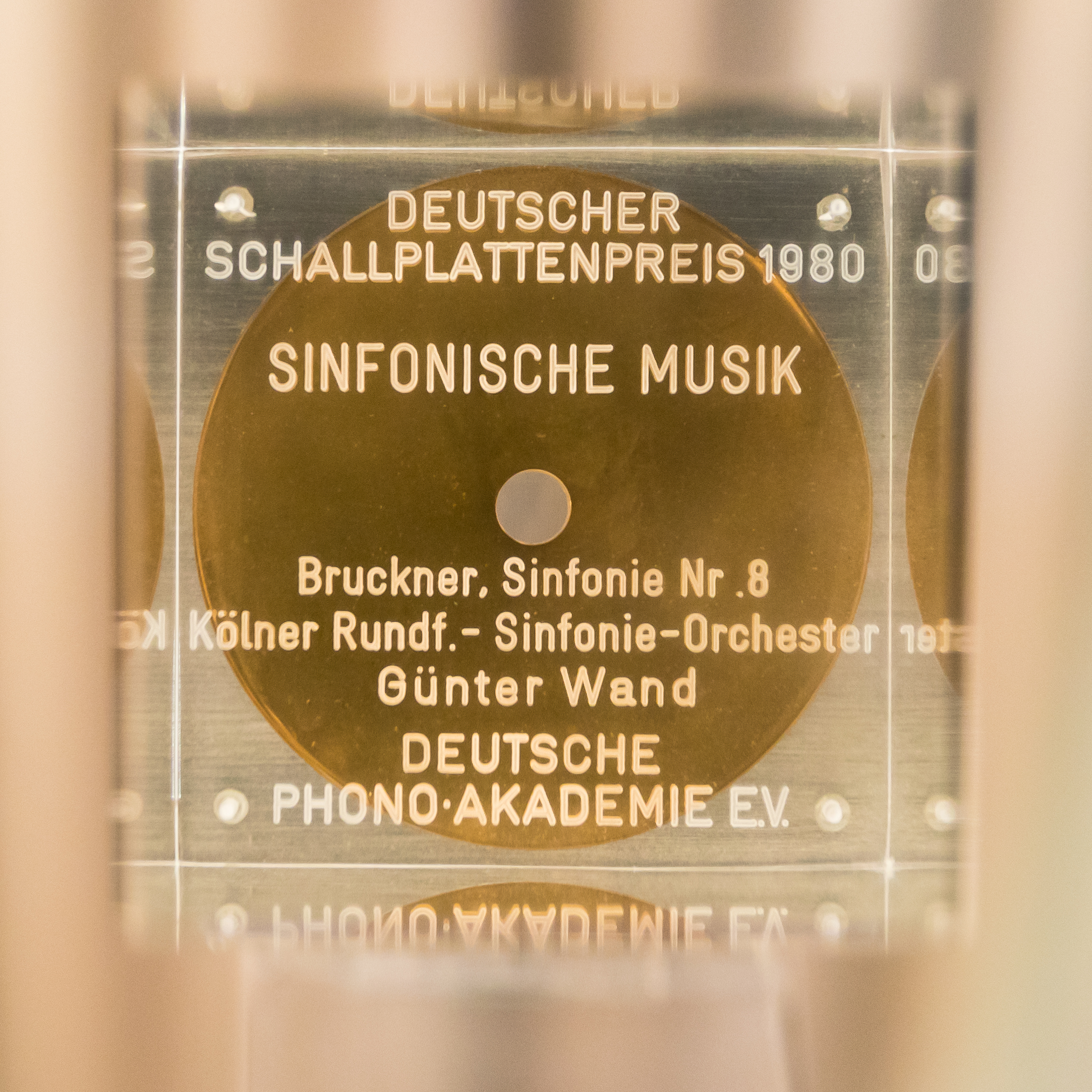
Deutscher Schallplattenpreis 1980, Sinfonische Musik, Bruckner, Sinfonie Nr. 8, Kölner Rundfunk-Sinfonie-Orchester

Der Deutsche Schallplattenpreis war ein Medienpreis des Fono Forums, später der Deutschen Phono-Akademie, der von 1963 bis 1992 – anfangs unter dem Namen Preis der deutschen Schallplattenkritik – in verschiedenen Kategorien verliehen wurde. Der Echo war der Nachfolger des Deutschen Schallplattenpreises.

## Preisträger (Auswahl)
- 1970 Franz Josef Degenhardt
- 1972 The Singers Unlimited
- 1973 Gerhard Schmidt-Gaden
- 1975 Hannes Wader
- 1975 Peter Maffay
- 1975 Keith Jarrett für das Jazzalbum „Solo Concerts Bremen/Lausanne“
- 1975 Terje Rypdal für das Jazzalbum „Odyssey: In Studio & In Concert“
- 1976 Eugen Cicero für seine Bearbeitung von Kompositionen Franz Schuberts
- 1976 Albert Mangelsdorff moderner Jazz
- 1977 Stephan Sulke Nachwuchskünstler
- 1977 Manfred Schoof
- 1977 Lake
- 1978 Albert Mangelsdorff Solist/Ensemble – Jazz national
- 1978 Albert Mangelsdorff Künstler des Jahres
- 1978 Homero Francesch
- 1979 Howard Carpendale für seine Komposition/Produktion „… dann geh doch“
- 1980 Boomtown Rats[2]
- 1980 Dschinghis Khan[2][3]
- 1980 Duesenberg als „Beste Deutsche Nachwuchsband“
- 1980 Gitte Haenning
- 1980 Klaus Hoffmann für die LP Westend
- 1980 Peter Maffay[3]
- 1980 Milva[2][3]
- 1980 Randy Newman[2]
- 1981 Peter Maffay
- 1982 Peter Maffay
- 1982 Stephan Sulke Künstler des Jahres
- 1982 Gitte Haenning
- 1983 Heidelinde Weis So sing ich
- 1983 Eliahu Inbal für weltweit erste Aufnahmen der Erstfassungen Bruckners 3., 4. und 8. Sinfonie
- 1983 Frances Fitch
- 1984 Peter Maffay
- 1985 Peter Maffay
- 1986 Jaime Torres für das Album Charango
- 1986 Paco de Lucía Lebenswerk
- 1988 Eliahu Inbal für die weltweit erste digitale Mahler-Gesamtaufnahme
- 1988 Hartmut Haenchen
- 1988 Peter Maffay
- 1989 Peter Maffay